# Gastrocotyle
Gastrocotyle – rodzaj roślin należący do rodziny ogórecznikowatych (Boraginaceae). Obejmuje 1–2 do 3 gatunków. Występują one we wschodniej części basenu Morza Śródziemnego i w południowo-zachodniej Azji, sięgając na wschodzie po Chiny i północno-zachodnie Indie.

## Morfologia
PokrójRośliny zielne szorstko, koląco owłosione.
LiścieSkrętoległe, siedzące, o brzegu słabo ząbkowanym lub falistym.
KwiatyWyrastają pojedynczo w kątach liści, krótkoszypułkowe lub siedzące. Działki kielicha zrośnięte tylko u nasady, poza tym gwiazdkowato rozpostarte. Płatki korony zrośnięte w rurkę dwa razy dłuższą od wolnych, zaokrąglonych łatek na końcu. W gardzieli rurki występują łuskowate osklepki. Zalążnia górna, czterokomorowa, szyjka słupka zakończona niemal główkowatym znamieniem.
OwoceRozłupnie rozpadające się na cztery guzowate rozłupki.

## Systematyka
Rodzaj należy do podplemienia Boragininae, plemienia Boragineae w podrodzinie Boraginoideae w obrębie rodziny ogórecznikowatych Boraginaceae.
Wykaz gatunków
- Gastrocotyle hispida (Forssk.) Bunge
- Gastrocotyle macedonica (Degen & Dörfl.) Bigazzi, Hilger & Selvi
- Gastrocotyle natolica Brand